# Công trình công cộng

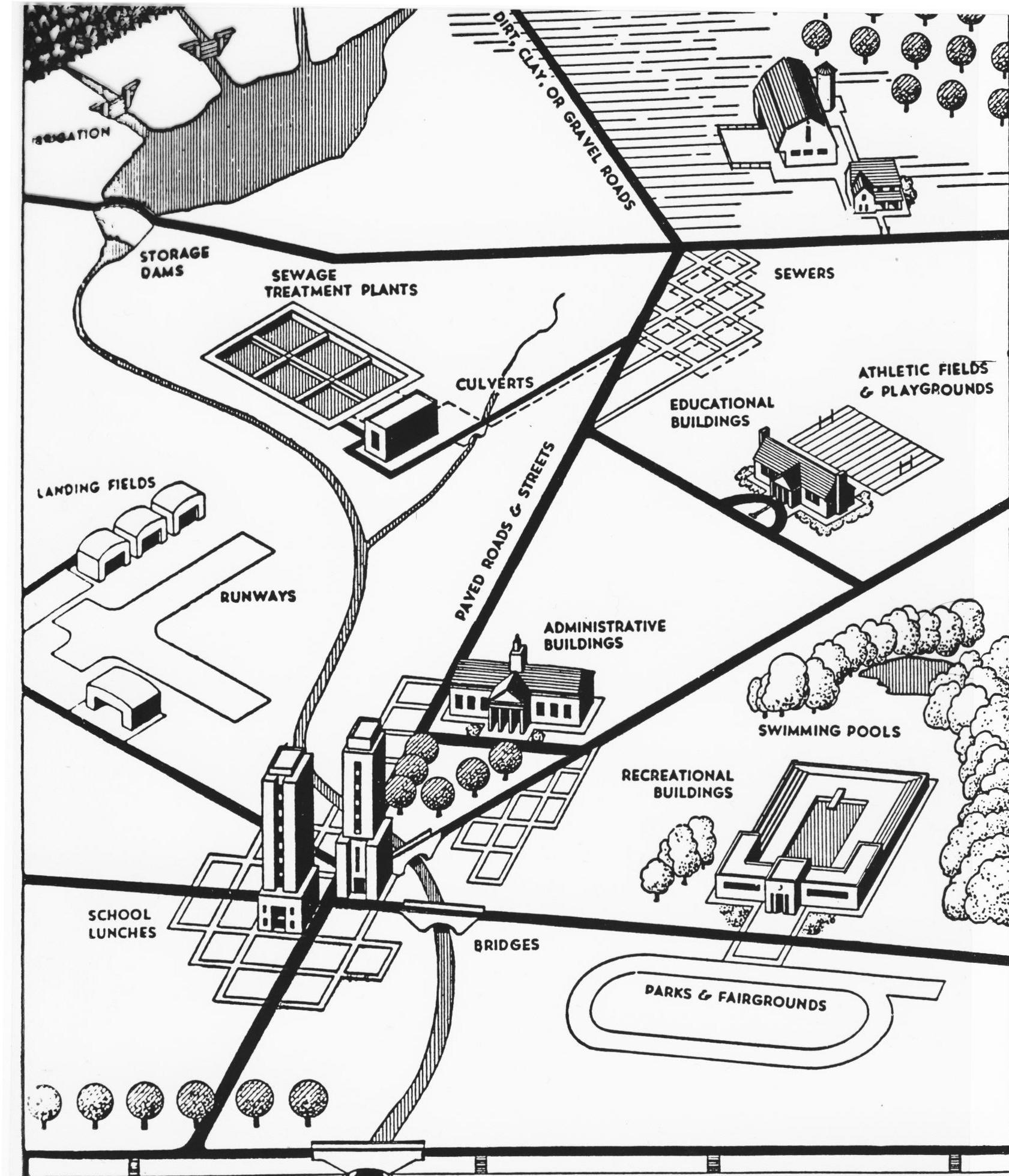
Các loại công trình công cộng trong một áp phíc của chính phủ Hoa Kỳ vào năm 1940, để tổng kết những thành tựu của Cục Quản lý Công trình Chính phủ Liên bang (Works Progress Administration).

Công trình công cộng (chữ Hán: 公共工程, tiếng Pháp: travaux publics), còn gọi là công chính (hay công chánh, chữ Hán: 公政), là một trong hai thể loại lớn (thể loại còn lại kia là nhà ở), của công trình dân dụng (tức dự án cơ sở hạ tầng dân dụng), để phục vụ cho nhu cầu dân sinh như: nhà công cộng (công sở, bệnh viện, trường học, văn hóa (bảo tàng, nhà hát), nhà thi đấu thể thao, dịch vụ tài chính (ngân hàng), thương mại (siêu thị), bảo hiểm, dịch vụ lưu trú ngắn (khách sạn, ký túc xá)), công trình hạ tầng giao thông (đường bộ, đường sắt, cầu, cống, kênh, cảng, nhà ga, sân bay), không gian công cộng (quảng trường, công viên, bãi biển), công trình dịch vụ công ích (mạng cấp điện, cấp thoát nước, mạng viễn thông, thủy điện, thủy lợi (đê, đập)..., của toàn bộ cộng đồng dân cư (xã hội). Công trình công cộng thường được chính quyền (chính phủ hay chính quyền địa phương) đầu tư xây dựng bằng nguồn vốn ngân sách quốc gia hoặc nguồn vốn vay của chính phủ. Nhưng các công trình công cộng cũng vẫn có thể được các doanh nghiệp đầu tư xây dựng bằng những nguồn vốn ngoài ngân sách nhà nước.